# Pocopaschia accelerans
Pocopaschia accelerans är en fjärilsart som beskrevs av Dyar 1914. Pocopaschia accelerans ingår i släktet Pocopaschia och familjen mott. Inga underarter finns listade i Catalogue of Life.